# Іващенко Володимир Петрович
Володимир Петрович Іващенко — молодший сержант Національної гвардії України, учасник російсько-української війни, Герой України (2025, посмертно).

## Життєпис
Народився 7 березня 1988 року в місті Київ.
Випускник Русанівського фізико-математичного ліцею, НТУУ “Київський політехнічний інститут” та американського коледжу Ridley High School. Бутусов називає його програмістом високого рівня, з вільною англійською мовою . У 2016 році дізнався про створення бригади швидкого реагування НГУ, де піхоту тренуватимуть за стандартами НАТО, і пішов добровольцем на контракт на посаду рядового піхотинця. Після відбору до БрШР НГУ Воха потрапив у другу роту, отримав якісну жорстку та інтенсивну підготовку під командуванням комбата Оболенського і головного сержанта Ющенка. 
Виконував завдання в АТО/ООС, відслужив трирічний контракт і повернувся працювати програмістом у мирне життя. Зустрів кохану, і взимку 2022-го вони виїхали в Мексику провести свій медовий місяць на теплих курортах. 
Воював в боях за Рубіжне, Сєвєродонецьк, Бахмут .

## Нагороди
- Звання Герой України з удостоєнням ордена Золота Зірка (26 лютого 2025, посмертно) — за особисту мужність і героїзм, виявлені у захисті державного суверенітету та територіальної цілісності України, самовіддане служіння Українському народові[3].